# Mbahé
ne pas confondre avec Mbahe, village de la province de Limpopo en Afrique du Sud, pays d'origine du bienheureux Benedict Daswa
 (août 2015).
Si vous disposez d'ouvrages ou d'articles de référence ou si vous connaissez des sites web de qualité traitant du thème abordé ici, merci de compléter l'article en donnant les références utiles à sa vérifiabilité et en les liant à la section « Notes et références ».
Le village de Mbahé se trouve en Mauritanie (Afrique de l'ouest) dans la région du Brakna et dans le département de Mbagne. 
Mbahé se trouve au centre du département de M'bagne. Le village de M'bahé a été fondé au début du XXe siècle plus précisément en 1905. Le village se trouve au sud de Niabina, à l'ouest de Bagodine et au nord du Feralla.
Les habitants du village vivent essentiellement de l'agriculture et de l’élevage ainsi que les retombées de ses ressortissants de la diaspora.
Mbahé a un dispensaire que ses propres habitants ont construit par leurs propres moyens sans aucune aide du Gouvernement de la Mauritanie, une école primaire dont certains enseignants sont payés par le village. Le village vient également de se doter d'un 2nd forage.
À Mbahé se trouve un arbre historique « Tchaski » âgé de plus de cent ans.